# Ферере (Асти)
Ферере (итал. Ferrere) је насеље у Италији у округу Асти, региону Пијемонт.
Према процени из 2011. у насељу је живело 507 становника. Насеље се налази на надморској висини од 237 м.

## Становништво
Према резултатима пописа становништва 2011. у општини је живело 1.602 становника.
| 1931. | 1936. | 1951. | 1961. | 1971. | 1981. | 1991. | 2001. | 2011. |
| ----- | ----- | ----- | ----- | ----- | ----- | ----- | ----- | ----- |
| 2.274 | 2.083 | 1.731 | 1.316 | 1.237 | 1.230 | 1.307 | 1.473 | 1.602 |

## Партнерски градови
- Predazzo